# Koshantschikovius anthonyi
Koshantschikovius anthonyi är en skalbaggsart som beskrevs av Bordat 1989. Koshantschikovius anthonyi ingår i släktet Koshantschikovius och familjen Aphodiidae. Inga underarter finns listade i Catalogue of Life.